# Iván Duque
Iván Duque Márquez (Bogotá, 1976. augusztus 1. –) kolumbiai jogász, politikus, 2018 közepétől Kolumbia elnöke.

## Élete
1976-ban született Bogotában. Apja Iván Duque Escobar, korábbi bánya- és energiaügyi miniszter, Antioquia megye kormányzója. A bogotái Sergio Arboleda Egyetemen szerzett jogi diplomát, majd a washingtoni Amerikai Egyetemen nemzetközi jogot tanult, a Georgetown Egyetemen pedig közigazgatási mesterszakot végzett.
A Juan Manuel Santos vezette pénzügyminisztériumban tanácsadóként dolgozott, majd később a washingtoni székhelyű Amerika-közi Fejlesztési Banknál helyezkedett el. Amikor Santost 2010-ben elnökké választották nem került be a miniszterek közé, s elkezdett Álvaro Uribe felé „sodródni”. Segített a volt államfőnek megírni az emlékiratait, és akkor is támogatta főnökét, amikor az annak az ENSZ-bizottságnak lett a vezetője, amelyik a 2010-ben az izraeli kommandósok által megrohamozott, a blokád alatt lévő Gázai övezetbe humanitárius segélyt szállító török flottilla ügyét vizsgálta.
2014-ben – az egy évvel korábban Uribe által alapított jobboldali – Demokratikus Központ nevű párt színeiben szenátorrá választották. 2018 májusában elindult az elnökválasztáson, ahol az első fordulójában a voksok 39%-át gyűjtötte össze, míg a június 17-én tartott második fordulóban – a leadott szavazatok 54%-ával – maga mögé utasította baloldali riválisát, Gustavo Petrót. Hivatalát augusztus 7-én vette át elődjétől, Juan Manuel Santostól.